# Route nationale 523
Die N523 war von 1933 bis 1973 eine französische Nationalstraße, die zwischen Grenoble und Montmélian verlief. Ihre Länge betrug 47,5 Kilometer. Sie stellte zwischen Grenoble und der N6 eine Alternative zur N90 dar, die parallel auf der anderen Seite der Isère verlief. Von 1985 bis 2006 war die Ausfallstraße aus Grenoble, auf der die N523 verlief, bis zur Rocade de Grenoble erneut Nationalstraße mit der Nummer N2087 als Seitenast der N87.

## N523a
Die N523A war von 193 bis 1973 ein Seitenast der N523, der von dieser in Pontcharra abzweigte und zur N90 über eine Isèrebrücke führte. Ihre Länge betrug 2 Kilometer.